# Бергин, Патрик
Патрик Коннолли Бергин (англ. Patrick Connolly Bergin, иногда также Берджин; род. 4 февраля 1951, Дублин) — ирландский актёр.

## Биография
Патрик Бергин родился и вырос в районе Дримна города Дублин в семье выходцев из рабочего класса. Его отец Падди Бергин был членом Лейбористской партии, который когда-то учился на священника в Конгрегации Святого Духа в Блэкроке. Он один из пяти сыновей (Пирс, Эммет, Патрик, Коннолли и Джеймс). К 17-ти годам он уже возглавлял свою театральную труппу. Бергин покинул Дублин и перебрался в Лондон в 1973 году. Он работал на строительных площадках и в библиотеке. Учился в ночное время и получил образование в Политехническом институте Северного Лондона. Патрик работал учителем английского языка в течение нескольких лет.
В 1980 году Бергин решил продолжить свою актёрскую карьеру и нашёл работу в репертуарном театре. В 1990-е он стал постепенно набирать популярность и как актёр кино.

### Личная жизнь
В начале 1980-х годов на свадьбе друзей он познакомился со своей будущей женой Полой Фрейзер, британкой афро-карибского происхождения. Бергин и Фрейзер поженились в Тринидаде и Тобаго в 1992 году. У них есть дочь по имени Татьяна (Теа). Позднее пара рассталась.

## Фильмография
- Те славные, славные дни (1983) — футболист «Тоттенхэма»
- Нет выбора (1988) — Мо Тэффин
- Лунные горы (1990) — Ричард Бёртон
- В постели с врагом (1991) — Мартин Бёрни
- Робин Гуд (1991) — Робин Гуд[5]
- Привет с дороги в ад (1992) — Сатана
- Игры патриотов (1992) — Кевин О’Доннел
- Франкенштейн (1992) — доктор Виктор Франкенштейн
- Преступная любовь (1992) — Дэвид Хановер
- Газонокосильщик 2: За пределами киберпространства (1992) — доктор Бенджамин Трэйс
- Остров на Птичьей улице (1997) — Штефан
- Затерянный мир (1998) — профессор Челленджер
- Остров сокровищ (1999) — Билли Бонс
- Свидетель — Александр Леонард
- Дуранго (1999) — Фергус
- Святой Патрик. Ирландская легенда (2000) — Святой Патрик
- Невидимый цирк (2001) — Джин
- Дракула (2002) — Дракула
- Заколдованная Элла (2004) — сэр Питер
- Сила и честь (2007) — Папа Босс
- Висельники (2012) — Маршалл Газа
- Век убийств (2015) — сэр Алистер Монкриф
- Перестрелка (2016) — Хоуви

## Награды и номинации
- 1992: BAFTA Cymru лучшему актёру — «Второй экран» (награда)
- 1992: Номинация на премию «Сатурн» в категории «Лучший киноактёр второго плана» («В постели с врагом»)